# Rhinophis
Rhinophis – rodzaj węży z rodziny tarczogonowatych (Uropeltidae).

## Zasięg wstępowania
Rodzaj orientalny, endemiczny dla subkontynentu indyjskiego, gdzie gady te zamieszkują Ghaty Zachodnie w południowych Indiach i Sri Lankę.

## Systematyka

### Etymologia
- Rhinophis: gr. ῥις rhis, ῥινος rhinos „nos, pysk”[7]; οφις ophis, οφεως opheōs „wąż”[8].
- Mytilia: J.E. Gray nie wyjaśnił etymologii nazwy rodzajowej[4]. Gatunek typowy: Mytilia templetonii J.E. Gray, 1858 (Rhinophis blythii Kelaart, 1853).

### Taksonomia i podział systematyczny
Rodzaj Rhinophis został wprowadzony w 1820 roku przez Wilhelma Friedricha Hempricha. Gatunkiem typowym wyznaczył on Typhlops oxyrhynchus, opisanego w 1801 roku przez Johanna Gottloba Theaenusa Schneidera. 
Do rodzaju należą następujące gatunki:

- Rhinophis blythii Kelaart, 1853
- Rhinophis dinarzardae Gower, Sampaio, Vidanapathirana & Wickramasinghe, 2024
- Rhinophis dorsimaculatus Deraniyagala, 1941
- Rhinophis drummondhayi Wall, 1921
- Rhinophis erangaviraji Wickramasinghe, Vidanapathirana, Wickramasinghe & Ranwella, 2009
- Rhinophis fergusonianus Boulenger, 1896
- Rhinophis goweri Aengals & Ganesh, 2013
- Rhinophis gunasekarai Wickramasinghe, Vidanapathirana, Wickramasinghe & Gower, 2020
- Rhinophis homolepis (Hemprich, 1820)
- Rhinophis karinthandani Sampaio, Narayanan, Cyriac, Venu & Gower, 2020
- Rhinophis lineatus Gower & Maduwage, 2011
- Rhinophis martin Gower, Sampaio, Vidanapathirana & Wickramasinghe, 2024
- Rhinophis melanogaster (Gray, 1858)
- Rhinophis melanoleucus Cyriac, Narayanan, Sampaio, Umesh & Gower, 2020
- Rhinophis mendisi Gower, 2020
- Rhinophis oxyrhynchus (Schneider, 1801)
- Rhinophis philippinus (Cuvier, 1829)
- Rhinophis phillipsi (Nicholls, 1929)
- Rhinophis porrectus Wall, 1921
- Rhinophis punctatus Müller, 1832
- Rhinophis roshanpererai Wickramasinghe, Vidanapathirana, Rajeev & Gower, 2017
- Rhinophis saffragamus (Müller, 1832)
- Rhinophis sanguineus Beddome, 1863
- Rhinophis travancoricus Boulenger, 1893
- Rhinophis tricolorata Deraniyagala, 1975
- Rhinophis zigzag Gower & Maduwage, 2011